# Diamesa simplex
Diamesa simplex är en tvåvingeart som beskrevs av Jean-Jacques Kieffer 1926. Diamesa simplex ingår i släktet Diamesa och familjen fjädermyggor. Inga underarter finns listade i Catalogue of Life.